# Стуршёнское чудовище
Стуршёнское чудовище (швед. Storsjöodjuret) — озёрное чудовище, якобы живущее в шведском озере Стуршён, провинции Емтланд. Такие предания известны с 1635 года.

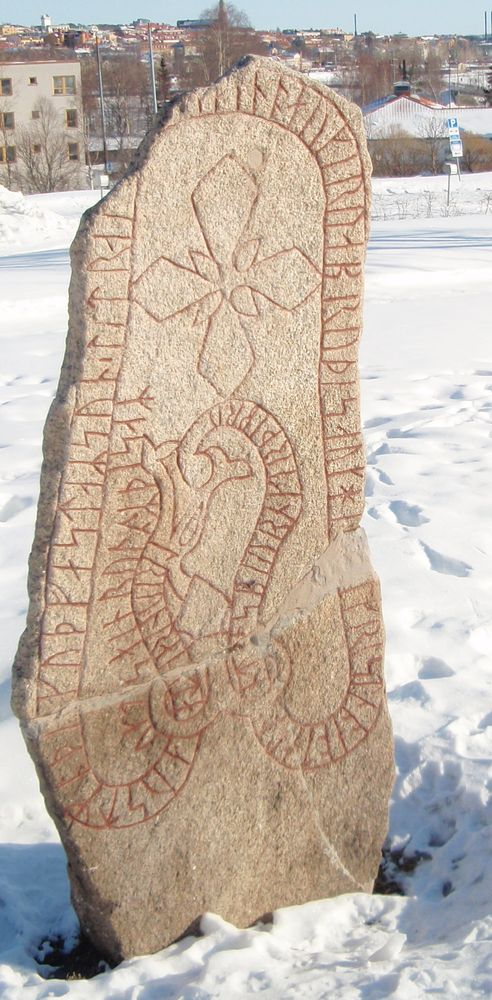
Рунный камень середины XI века. В легенде 1635 года говорится, что здесь изображено Стуршёнское чудовище

Когда в Эстерсунде, единственном городе, находящемся около озера Стуршён, отмечали 200-летие города, был принят закон о защите чудовища и его потомства. Этот закон был отменён в 2005 году.
Стуршёнское чудовище описывается как змей или морская рептилия с плавниками на спине и головой собаки. В длину чудовище около шести метров, а в некоторых источниках говорится, что оно имеет несколько горбов.
Первый раз чудовище упоминается в сказке, записанной местным священником Моргенсом Педерсеном в 1635 году. Там говорится, что однажды два тролля собрались вскипятить себе воды на берегу озера. Они развели костёр и подвесили над ним чайник. Хотя вода в нём давно закипела, они всё не снимали чайник и докипятили воду до того, что из чайника выпрыгнуло жуткое создание с кошачьей головой и змеиным телом. Оно быстро огляделось и убежало в озеро. Чудовищу понравилось в озере, и оно осталось там жить, а со временем достигло огромных размеров.
В 1890-х годах чудовище первый раз вызвало общий интерес. Люди пытались поймать монстра, им помогал даже король Швеции Оскар II. В итоге никто не нашёл никаких признаков существования чудовища, но верящие в монстра не потеряли свой интерес к нему и надежду на его существование.
В августе 2008 года съёмочная группа, снимавшая на озере документальный фильм о чудовище, сообщила, что их инфракрасные камеры зафиксировали наличие некой эндотермической массы.